# Винок из Берга
Винок (фр. Winoc, Winok; ок. 640 — 6 ноября 716 или 717) — аббат, святой (день памяти — 6 ноября).

## Имя
Кроме Винноко Бергского, известен иной святой Винок (Uinnnoc, Uinoc), подвизавшийся во Фландрии. Оригинальное имя, происходящее от прилагательного Uinn и означающее белый, приняло вид Гвенн (Gwenn) на бретонском и Гвинн (Gwynn) на валлийском.
Это имя также встречается в фамилиях, известных в Бретани: Гвенек (Guénec, Guennec) и Гвенок (Guennoc). Святой с таким именем почитаем в Корнуайе, где он известен как Веднак (Wednack). В Уэльсе известны святые Гвинног (Gwynnog), или Гвинно (Gwynno), а также святой Винох (Winoch).

## Биография
По преданию, святой Винок был племянником или сыном короля Домнонии святого Юдикаэля. С тремя спутниками — своим дядей святым Йодоком, святым Мадоком (Madoc) и святым Арноком — святой Винок прибыл в епархию Теруана (в нынешнем департаменте Па-де-Кале), где он стал учеником святого Бертана, который, в свою очередь, был учеником святого Колумбана.
Он основал монастырь в Берге, ранее известном как Виноксберген.
В 685 году по требованию святого Аудомара (или Омера) святой Винок основал монастырь в Ворму, где и был похоронен. В 1024 году, после разорения монастыря норманнами, граф Бодуэн IV Фландрский построил в Берге новую обитель. Мощи святого, перенесённые на время в храм Святого Омера в Сент-Омере, были возвращены в новый монастырь, где обрели покой. Во время Великой французской революции монастырь был разрушен почти целиком.

## Почитание
Святой Винок почитаем в местечке Плуйнек в Финистере, где в храме Святого Винока у его мощей служат специальную службу. Следы его почитания можно найти в Бриеке, в Комбри, в Ландреварзеке и Плуране. Его имя также встречается в Ландевеннеке, название которого происходит от LanToWinnoc.